# Grin and Bear It
Grind and Bear It es el segundo álbum de estudio de la banda de heavy metal estadounidense Impellitteri.

## Lista de canciones
1. When the Well Runs Dry - 3:58
2. Ball and Chain - 3:29
3. Wake Up Sally - 5:24
4. Power of Love - 4:17
5. Under the Gun - 4:02
6. Endless Nights - 4:21
7. City's On Fire - 4:37
8. Grin And Bear It - 4:27
9. Dance - 4:50

## Personal
- Chris Impellitteri - guitarra
- Ken Mary - batería
- Rob Rock - voz
- Chuck Wright - bajo

- Datos: Q5609381